# Autobusová doprava v závazku veřejné služby v Ústeckém kraji

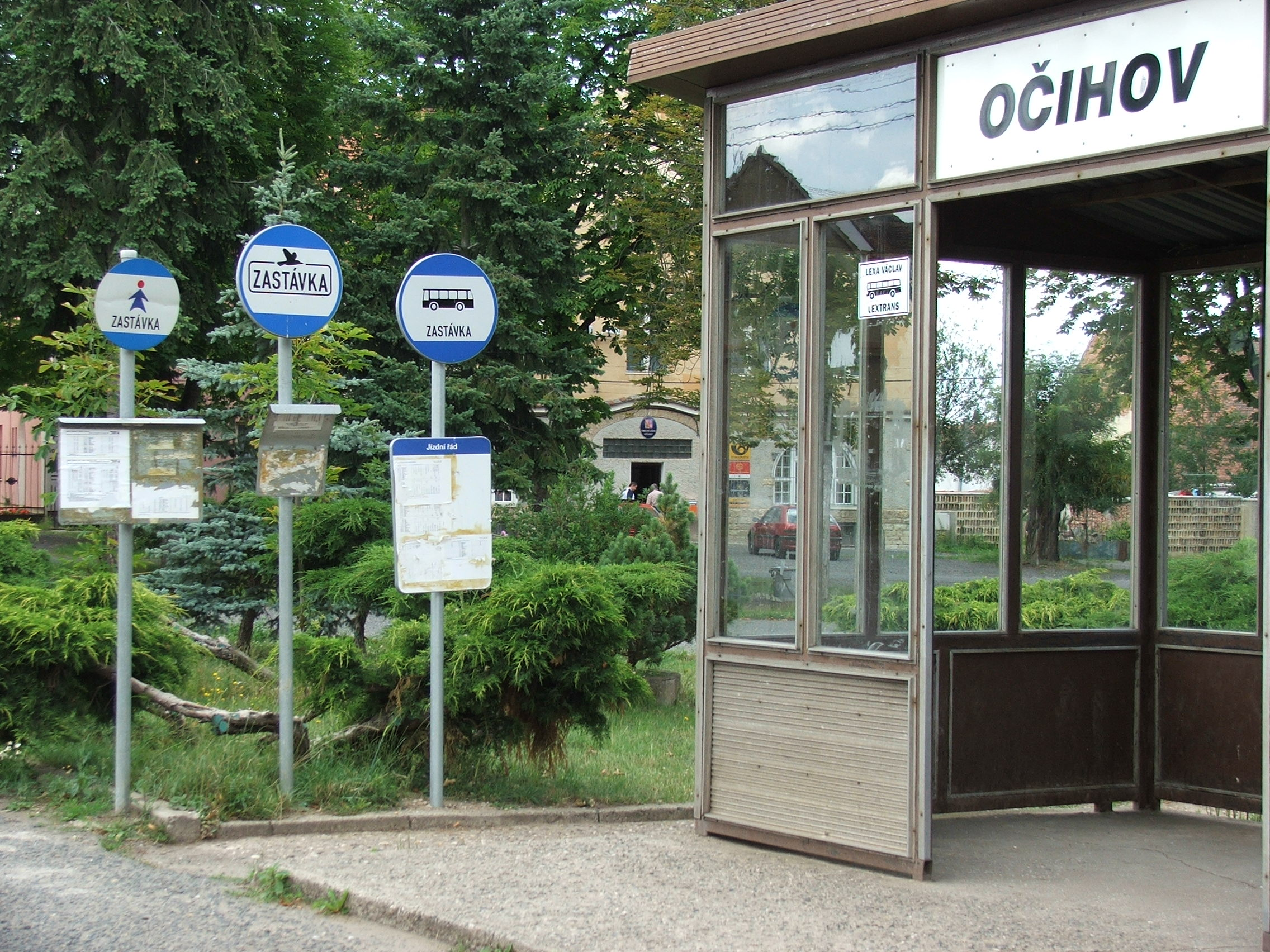
Označníky zastávky v Očihově: DPÚK, KAVKA bus, krajský označník, Václav Lexa – LEXTRANS

Autobusovou dopravu v závazku veřejné služby v Ústeckém kraji do 8. září 2006 z asi 80 % zajišťoval Dopravní podnik Ústeckého kraje a. s. Začátkem roku 2006 provozoval 227 linek a 389 autobusů a denně přepravil kolem 60 000 cestujících. Spor o výši dotací se vyhrotil natolik, že kraj tomuto dopravci na konci ledna 2006 vypověděl smlouvu a začátkem srpna 2006 dopravce na čtyři dny přerušil provoz většiny spojů. Kraj postupně vyhlásil tři sady výběrových řízení. V první sadě, vyhlášené v dubnu 2006, ve všech oblastech uspěla ČSAD Česká Lípa a. s., firma spřízněná s původním dopravcem. Dopravu měla převzít od 9. září 2006, avšak 6. září 2006 jí kraj rámcové smlouvy vypověděl pro porušení povinností. Druhou sadu výběrových řízení vyhlásil kraj v polovině srpna pro případ, že by ČSAD Česká Lípa a. s. nedostála svému závazku. S vítězi květnových řízení kraj začal od 7. září 2006 uzavírat rámcové smlouvy na podmínečné zajištění dopravy do 2. června 2007, výsledek srpnových výběrových řízení nebyl zveřejněn. Koncesní výběrová řízení pro období 2007–2014 byla vyhlášena v říjnu 2006 a jejich výsledek vyhlášen 1. prosince 2006, ve většině oblastí uspěli dosavadní městští dopravci. V roce 2011 bylo pro oblast Lounsko-západ, kde předchozí dopravce dostal okamžitou výpověď, provedeno pilotní výběrové řízení na desetileté provozování dopravy podle nového vzoru, vyžadující zcela nové nízkopodlažní autobusy v jednotném krajském zbarvení, s klimatizací, moderním informačním systémem a GPS sledováním. V letech 2013 a 2014 proběhla sada výběrových řízení pro dalších 12 oblastí, na jejichž základě byly uzavřeny smlouvy na období od 1. ledna 2015 do roku 2024. Dvě oblasti (příměstská doprava Ústí nad Labem a příměstská doprava Most a Litvínov) byly dojednávány mimo soutěž.
29. května 2017 zastupitelstvo kraje schválilo zřízení krajského autobusového dopravce, příspěvkové organizace Dopravní společnost Ústeckého kraje. Ten má postupně nahradit současné provozovatele.  Samospráva tak reagovala na potíže v autobusové dopravě v souvislosti s vládním nařízením o zvýšení platů řidičů. Sdružení dopravců ČESMAD Bohemia tento krok označilo za drahý socialistický experiment. Na Sněmu Svazu měst a obcí, který proběhl od 18. do 19. května 2017 v Plzni, bylo za účasti zástupkyně Asociace krajů ČR konstatováno, že nařízením vlády se vedení všech krajů dostalo do obrovské pasti včetně možných trestněprávních postihů, protože autobusovou dopravu vysoutěžily podle zákona o veřejných zakázkách a jediným kritériem byla cena, a tedy teď nemohou uzavírat dodatek a tu cenu nějak navyšovat. Proto řada krajů zvažuje založení vlastního dopravního podniku, aby se do podobné situace už nemohly dostat. To se mělo týkat zejména Ústeckého, Jihomoravského a Moravskoslezského kraje, kde už soutěže proběhly.

## Spor o dotace s Dopravním podnikem Ústeckého kraje a. s. (2005–2006)
Již v březnu 2005 Dopravní podnik Ústeckého kraje a. s. zveřejňoval v denním tisku inzeráty, v nichž kritizoval některá rozhodnutí a činy představitelů a orgánů kraje.
DP ÚK zastává názor, že rozsah autobusové dopravy, kterou je kraj ze zákona povinen hradit, je určen veřejným zájmem obyvatel, nikoliv politickým rozhodnutím orgánů kraje či dopravce, a že kraj již v předchozích letech nehradil prokazatelnou ztrátu v plné výši podle Zákona o silniční dopravě. DP ÚK se odvolává na Nařízení Rady (EHS) č. 1191/69.
Kraj dopravci vytýkal, že požaduje úhradu prokazatelné ztráty i za spoje a linky, které kraj neobjednal, tedy některé z těch, které do předchozího roku hradily obce.
Kraj pro rok 2006 určil dotaci pro DP ÚK 180 milionů Kč, stejně jako pro rok 2005. DP ÚK požadoval na rok 2006 úhradu prokazatelné ztráty ve výši 315 milionů Kč a tvrdí, že rozpočet určený krajem není v souladu se zákonnými povinnostmi kraje.
Dopravní podnik po kraji požadoval 251 milionů korun jako úhradu ztráty z provozování veřejné dopravy v období leden 2003 až prosinec 2005. Mluvčí Marek Ženkl uvedl, že Dopravní podnik předtím vědomě účtoval menší částky, než na jaké měl ze zákona nárok. Hejtman Jiří Šulc nazval tento postup vydíráním.
Představitelé Asociace krajů České republiky v tiskovém prohlášení ze 4. srpna 2006 konstatovali, že státem určená pravidla pro financování veřejné dopravy mohou vést k nepřijatelnému nátlaku na samosprávné orgány a v konečném důsledku mohou poškodit cestující. Precedent Dopravního podniku Ústeckého kraje označili za „varovný signál, který by měl vést ke změně těchto pravidel a k co největší podpoře zdravého tržního prostředí v oblasti dopravy“.

## Výpověď smlouvy s DPÚK (leden 2006), spor o trvání závazku veřejné služby
Ústecký kraj vypověděl 31. ledna 2006 Dopravnímu podniku Ústeckého kraje bez oficiálního udání důvodu Smlouvu o závazku veřejné služby pro zajištění základní dopravní obslužnosti Ústeckého kraje veřejnou linkovou dopravou, uzavřenou dne 30. 12. 2003. Zároveň tvrdil, že dopravce je povinen na ztrátových linkách nadále provozovat dopravu až do konce platnosti licencí, tedy do roku 2010 nebo 2011. Vzhledem k tomu, že pro běh výpovědní lhůty je rozhodující doručení výpovědi, nikoliv její odeslání, kraj trvá na tom, že tříměsíční výpovědní lhůta uplynula s koncem dubna, zatímco dopravce tvrdí, že s koncem května (na webu BUSportál se objevila dokonce informace, že až s koncem června 2006). Po domnělém uplynutí výpovědní lhůty přestal kraj dopravu hradit zcela.
Ve sděleních pro média kraj uvedl jako důvod svého postupu nepřiměřené finanční požadavky dopravce. Podle hejtmana a mluvčího Ústeckého kraje jsou finanční požadavky DP ÚK výrazně vyšší než obvyklé ceny jiných dopravců. Kraj a sdělovací prostředky oznámily, že dopravce účtuje náklady 39 Kč/km (z toho přibližně 14 Kč/km je hrazeno z tržeb jízdného), DP ÚK toto tvrzení dementoval a potvrdil, že účtuje náklady 29 Kč/km, přičemž dalších 10 Kč/km připadá na příspěvek na obnovu vozového parku ( v souladu se zákonem o zadávání veřejných zakázek prostřednictvím majetkově spřízněné firmy Ekobus) v rámci tzv. přiměřeného zisku definovaného v zákoně. Ceny všech autobusů, které si dopravci v rámci dotované dopravy pořizují, jsou pro výpočet prokazatelné ztráty a přiměřeného zisku stanoveny Ministerstvem dopravy ČR. Obvyklé náklady účtované v jiných krajích činí 26–32 Kč/km /bez příspěvku na obnovu/, avšak některým městským dopravcům kraj uznává za jízdy mimo území města náklady i přes 40 Kč/km /také bez příspěvku na obnovu/ Nové autobusy těmto dopravcům platí městské rozpočty zvlášť, a to buď jako investiční dotaci a nebo navýšením základního kapitálu v těchto příslušnými městy vlastněných podnicích/. Soukromí dopravci nemají možnost získat podobné finanční prostředky a jsou tímto diskriminováni. Podle článku v časopise Ekonom z evidence Ministerstva dopravy vyplývá, že za prvních devět měsíců roku 2005 činily tyto vykazované náklady na kilometr (ve veřejné linkové dopravě provozované v závazku veřejné služby) v ČR průměrně 26,10 Kč. U spojů hrazených obcemi DP ÚK účtoval náklady pouze 27,29 Kč/km.
DP ÚK vyjádřil názor, že v případě zrušení závazku dle článku 6 odst. 2 Nařízení (EHS) 1191/69 ve znění 1893/91 bude Ústecký kraj muset dopravci vyplácet kompenzaci. Zákon o silniční dopravě je podle DP ÚK v rozporu s Nařízením EHS a DP ÚK se domáhá soudního rozhodnutí o nadřazenosti Nařízení nad zákonem. DP ÚK prohlásil, že ukončením platnosti smlouvy nezanikl závazek veřejné služby a tedy ani povinnost kraje hradit prokazatelnou ztrátu, pokud dopravce dopravu na základě platných licencí nadále zajišťuje. Závazek kraje zdůvodňuje mimo jiné tím, že kraj vyjádřil souhlas s investicemi dopravce s vědomím, že tyto investice je nutné nejméně šest let provozovat. Dopravce kraji vytýká, že před podáním výpovědi ani poté s dopravcem řádně nejednal a nereagoval na nabídky k jednání.

## Soudní a správní přezkoumání úhrady a výpovědi
V tiskovém prohlášení z 26. července 2006 DP ÚK uvedl: „Dále sdělujeme, že DPÚK po vyčerpání všech možností v této souvislosti podal 21.7.2006 ústavní stížnost k Ústavnímu soudu ČR a 25.7.2006 žalobu na stát a Ústecký kraj ve věci neuhrazené ztráty ve výši 274 895 589 Kč za roky 2003–2005 a za květen až červen letošního roku. Žaloba za nehrazení ztráty za měsíc červenec 2006 bude následovat.“
Dopravní podnik Ústeckého kraje se obrátil na Ústavní soud, aby zrušil výpověď smlouvy o závazku veřejné služby a aby uložil kraji platit požadované částky prokazatelné ztráty. Podle DP ÚK Ústavní soud sdělil, že v této fázi není oprávněn zasahovat, neboť kraj nevydal kvalifikované rozhodnutí, které by tento soud mohl přezkoumávat. Podle Ústeckého kraje Ústavní soud oba návrhy zamítl a kraj ve sporech „vítězí“.
O návrhu DPÚK na zaplacení požadovaných částek rozhodoval též Obvodní soud pro Prahu 2. Ten 11. srpna 2006 řízení zastavil a vyjádřil názor, že by spor měl řešit Městský soud v Praze (v rozhodnutí o zastavení řízení však konstatoval, že závazek veřejné služby je upraven veřejnoprávní smlouvou, ne obchodní). Ústecký kraj toto rozhodnutí v tiskových zprávách interpretuje jako věcné zamítnutí návrhů DP ÚK, DP ÚK zdůrazňuje, že věcně soud o návrzích dosud nejednal. Zastavení řízení přezkoumává Vrchní soud v Praze.
Ústecký kraj zaujal právní stanovisko, že jde o spor z veřejnoprávní smlouvy a rozhodování přísluší Ministerstvu vnitra. Ministerstvo vnitra uvedlo, že řešení sporu přísluší soudu. Ústecký kraj v tiskové zprávě 14. srpna 2006 pouze sdělil, že ministr vnitra svým rozhodnutím návrhy DP ÚK odložil.
Úřad pro ochranu hospodářské soutěže se odmítl zabývat podněty DPÚK napadajícími zneužití dominantního postavení ze strany kraje s odůvodněním, že závazek veřejné služby není veřejnou zakázkou (tímtéž argumentem DPÚK zpochybňuje výběrová řízení vyhlášená krajem).
18. srpna 2006 podal DPÚK ke Krajskému soudu v Ústí nad Labem žalobu na určení práva a právního vztahu. V žalobě napadal platnost výpovědi proto, že veřejnoprávní smlouvu nelze vypovědět bez udání důvodu a lze ji vypovědět jen z důvodů daných zákonem.
Ministerstvo vnitra žalovalo ministerstvo dopravy v kompetenčním sporu. 22. února 2008 Nejvyšší správní soud rozhodl, že spor má rozhodnout ministerstvo vnitra. V srpnu 2008 zvláštní senát Nejvyššího správního soudu (složený ze tří soudců tohoto soudu a tří soudců Ústavního soudu) rozhodl, že spor má rozhodnout ministerstvo vnitra. V odůvodnění uvedl, že kraj a dopravce v osobní linkové dopravě nemohou volně sjednávat výši částky za kterou bude dopravce zajišťovat dopravní obslužnost, neboť její výši stanoví nařízení vlády 493/2004 Sb. Hlavním úkolem kraje není vystavovat dopravce ani obyvatele svému mocenskému působení ani zvažovat, jak co nejúčelněji naložit se svým majetkem, nýbrž zajistit obyvatelům kraje možnost využívat po všechny dny v týdnu sítě veřejné linkové dopravy. DPÚK považuje toto soudní rozhodnutí za potvrzení svého stanoviska a neoprávněnosti postupu kraje, kraj trvá na tom, že požadovaná částka byla neadekvátní. Novým dopravcům však kraj začal vyplácet výrazně vyšší kompenzace. Evropská komise mezitím začala prošetřovat podezření na nepovolenou finanční podporu některých dopravců, které nahradily DPÚK, zejména Dopravního podniku Teplice a Dopravního podniku města Ústí nad Labem.
Po krajských volbách v roce 2008 se radní Petr Benda (ČSSD) i zastupitel Jaroslav Komínek (KSČM) vyjádřili v tom smyslu, že ve věci požadavku DPÚK na úhradu škody ve výši 1,3 miliardy Kč způsobeného chybami ODS a minulého vedení kraje preferují dohodu a mimosoudní vyrovnání s DPÚK. Novým krajským radním pro dopravu je bývalý hejtman Jiří Šulc (ODS), který se za nové politické situace k problematice zatím nevyjádřil.

## Výběrové řízení (duben 2006)
Kraj vyhlásil 3. dubna 2006 výběrová řízení na zajišťování základní dopravní obslužnosti v 15 oblastech kraje. Jediným kritériem výběru byla cena za ujetý kilometr. Podle mluvčí krajského úřadu se v každé z oblastí přihlásilo dva až pět dopravců, jejich jména však nebyla zveřejněna. Obálky s přihláškami otvíraly dvě komise 22. a 23. května 2006. Výsledek byl vyhlášen 30. května 2006.
DP ÚK se sice koncem termínu přihlásil do výběrových řízení ve všech 15 oblastech, ale zároveň požadoval jeho zrušení pro protizákonnost. Tvrdil, že smlouva o závazku veřejné služby podle zákona č. 111/1994 Sb. není koncesí podle zákona č. 40/2004 Sb. a není veřejnou zakázkou, ale službou obecného hospodářského zájmu, takže o závazky veřejné služby nelze soutěžit postupem dle zákona č. 40/2004 Sb., což údajně potvrdilo i stanovisko ÚOHS ze dne 22. července 2004. (Z podobného důvodu Ministerstvo dopravy zrušilo v březnu 2006 první kolo výběrového řízení na provozování některých železničních rychlíků.) Poukazoval na to, že nelze soutěžit o „nejnižší nabídkovou cenu“, neboť tento pojem zákon nezná, ale o ekonomicky nejvýhodnější nabídku posuzovanou ve vztahu k zákonem přesně definovanému pojmu prokazatelné ztráty (počítané podle nařízení vlády č. 493/2004 Sb.), a že vyhlášené výběrové řízení nezohledňuje kvalitativní stránku dopravy a nebere ohled na to, že současné licence jsou platné až do let 2010–2011.
Koncesní výběrová řízení ve všech 15 oblastech vyhrála sesterská firma ČSAD Česká Lípa a. s., která měla v té době stejného předsedu představenstva (Michal Jergl) a shodné složení dozorčí rady i některé členy představenstva jako DP ÚK a na diskusních stránkách na webech obou společností se za obě firmy vyjadřoval tentýž mluvčí Marek Ženkl. Společnost uspěla s udanou cenou nákladů 27,57 Kč/km.

## Přerušení provozu DP ÚK (srpen 2006)
Od 1. srpna 2006 do 18 hodin dne 4. srpna 2006 společnost DP ÚK přerušila provoz na linkách a spojích zajišťujících základní dopravní obslužnost s výjimkou spojů dotovaných přímo obcemi, tedy na 2685 spojích denně, na 199 linkách. Na tuto možnost upozornil DP ÚK například již na tiskové konferenci 14. února 2006, konkrétně však datum přerušení provozu oznámil jen asi 3 dny předem.
Dopravce jako důvod uvedl nehrazení zákonem stanovených finančních závazků Ústeckým krajem, které považuje za příčinu, kterou nemohl odvrátit.
Podle prohlášení Ústeckého kraje a jeho hejtmana se přerušením dopravy dopravce dopustil bezprecedentního porušení zákona. Premiér Jiří Paroubek označil výpadek veřejné dopravy za selhání vedení Ústeckého kraje.
Podle zprávy ČTK ze 3. srpna 2006 Úřad pro ochranu hospodářské soutěže zahájil správní řízení s Dopravním podnikem Ústeckého kraje (DPÚK) pro možné zneužití dominantního postavení na trhu. Předseda úřadu Martin Pecina při oznámení této skutečnosti konstatoval, že pokud se prokáže, že Ústecký kraj skutečně DPÚK dluží, obvinění je bezpředmětné. ÚOHS vydal 1. září 2006 tiskovou zprávu, v níž konstatuje, že samotným přerušením provozu DPÚK podle zatím dodaných podkladů dominantního postavení nezneužil, avšak tím, že vyrozuměl Ústecký kraj o svém záměru přerušit provoz vybraných spojů na autobusových linkách pouze s pětidenním předstihem a tento provoz skutečně ke stanovenému datu přerušil, naplnil skutkovou podstatu zneužití dominantního postavení. DP ÚK k tomuto sdělení zaslal námitky a návrh na zastavení řízení u ÚOHS z důvodu nepříslušnosti. 6. listopadu 2006 ÚOHS svůj předběžný názor v rozhodnutí potvrdil a udělil ÚOHS Dopravnímu podniku Ústeckého kraje a. s. pokutu 700 000 Kč. DP ÚK 8. listopadu 2006 v tiskové zprávě oznámil, že se hodlá proti rozhodnutí odvolat s hlavním argumentem, že v základní dopravní obslužnosti je hospodářská soutěž zákonem vyloučena. ÚOHS v říjnu 2007 původní rozhodnutí potvrdil.
Podle sdělení orgánů kraje probíhá též správní řízení pro porušení Zákona o silniční dopravě dopravcem.

## Vrchnostenské nařízení pro DP ÚK
Ústecký kraj vydal 7. srpna 2006 rozhodnutí, tzv. vrchnostenské nařízení (č. j. 5253/DS/06/112905), jímž Dopravnímu podniku Ústeckého kraje nařídil provozovat až do 8. září 2006 dopravu na vyjmenovaných spojích. V nařízení byly uvedeny spoje, jichž se týkalo přerušení dopravy na začátku srpna.
7. září 2006 DP ÚK krajskému úřadu oznámil, že na spojích, které byly předmětem vrchnostenského nařízení, ukončí dnem 8. září 2006 provoz, pokud krajský úřad platnost vrchnostenského nařízení neprodlouží nebo nevydá další vrchnostenské nařízení. Dopravce úřadu sdělil, že změna jízdních řádů vyplývá z ukončení platnosti vrchnostenského nařízení a proto je úřad povinen ji provést a postoupit do Celostátního informačního systému o jízdních řádech. K tomu účelu DP ÚK úřadu postoupil zpracované jízdní řády bez těchto spojů a tyto jízdní řády rovněž zveřejnil na zastávkách. Krajský úřad zastává stanovisko, že dopravce nepožádal o schválení nových jízdních řádů a od 9. září 2006 jezdí podle neschválených, čímž porušuje Zákon o silniční dopravě. Z téhož důvodu v CIS JŘ, jehož výstupem je například vyhledávač spojení IDOS, zůstaly nadále staré jízdní řády.

## Ukončení provozu DP ÚK a rezignace ředitele
Ředitel Dopravního podniku Ústeckého kraje Pavel Knecht 24. srpna 2006 potvrdil, že tato firma 8. září 2006 končí s autobusovou dopravou v regionu (cca 400 autobusů na cca 200 linkách). Prohlásil, že se firma stala „obětí atentátu na její ústavní práva“. Již počátkem srpna převedla většinu ze svých 400 řidičů na ĆSAD Česká Lípa a. s.
Pavel Knecht 8. září 2006 rezignoval na funkci ředitele Dopravního podniku Ústeckého kraje. Nadále bude ředitelem sesterské společnosti BUS.COM a. s., která vlastní a provozuje autobusová nádraží v Ústeckém kraji.

## Smlouvy s dopravcem ČSAD Česká Lípa a. s.
2. června 2006 kraj s novým dopravcem uzavřel roční rámcovou smlouvu. 9. června 2006 dopravce požádal o licence k provozování linek. V srpnu 2006 uzavřel smlouvu o provozování autobusové dopravy v tomto kraji od 9. září 2006 do konce roku 2006, s možností prodloužení smlouvy do konce roku 2007.
Poté, co Dopravním podnik Ústeckého kraje a. s. ohlásil přerušení provozu od 1. srpna 2006, se kraj snažil urychlit zahájení dopravy novým dopravcem. 27. července 2006 dopravce ČSAD Česká Lípa a. s. odeslal náměstkovi hejtmana Radku Vonkovi dopis, ve kterém sděluje, že společnost je připravena od 1. srpna 2006 provozovat dopravu v Ústeckém kraji. 1. srpna 2006 se údajně kraj s ČSAD Česká Lípa a. s. dohodl, že nový dopravce začne dopravu postupně zahajovat od 3. srpna 2006. 2. srpna 2006 podle tiskové zprávy Ústeckého kraje ČSAD Česká Lípa a. s. vzala zpět žádosti o vydání licencí na předmětné linky (podle jiných zpráv se proti rozhodnutí o udělení licencí odvolala) s odůvodněním, že postup jejich vydávání a podmínky vyžadované krajem jsou protizákonné. Hejtman Jiří Šulc ve svém sdělení pro tisk začátkem srpna tvrdil: „Je to na hranici zákona, ale ministerstvo nám to schválilo.“ Neupřesnil však, kdo z ministerstva a na základě jaké pravomoci postup schválil ani v čem je postup na hranici zákona. Ministerstvo dopravy pro Hospodářské noviny toto tvrzení odmítlo potvrdit.
Dopravní podnik Ústeckého kraje již počátkem srpna 2006 převedl většinu ze svých řidičů do společnosti ČSAD Česká Lípa a. s.
Pro dopravní obslužnost Ústeckého kraje měla ČSAD Česká Lípa a. s. podle svého sdělení z 21. srpna 2006 připraveno 440 řidičů, 100 dalších pracovníků a přes 300 autobusů (přesný počet nebyl uveden). Na 25. srpna 2006 bylo domluveno další jednání, na němž ČSAD Česká Lípa a. s. měla předat krajskému úřadu návrhy jízdních řádů.

## Nové koncesní řízení (srpen 2006)
16. srpna 2006 vyhlásil Ústecký kraj novou sadu šesti separátních koncesních řízení na koncesi pro služby (č. j. 5877/DS/06 až 5882/DS/06), tentokrát pro 6 oblastí Ústeckého kraje: Šluknovsko, Českokamenicko, Krupka – Teplice – Duchcov, České středohoří-východ, České středohoří-západ a Štětsko.
Předmětem koncesního řízení je zajištění autobusové dopravy v případě, že dopravce ČSAD Česká Lípa a. s. poruší některou ze svých smluv a z toho důvodu mu bude vypovězena. Předpokládaný termín počátku plnění smluv je 9. září 2006 a doba plnění do 2. června 2007.
Zadavatel v zadání prohlásil, že na toto koncesní řízení se z důvodu jeho charakteru nevztahuje zákon č. 137/2006 Sb., o veřejných zakázkách, ani zákon č. 139/2006 Sb., o koncesních smlouvách a koncesním řízení. Zadavatel si vyhradil i právo každé z koncesních řízení zrušit. Obálky s nabídkami měly být otevírány 25. srpna 2006. Kvalifikační kritéria nesplňoval mimo jiné zájemce, který v posledních třech letech způsobil porušením svých povinností závažnou poruchu ve veřejné linkové dopravě nebo který je vlastnicky nebo členy statutárních nebo dozorčích orgánů propojen s takovou osobou nebo který by jednal ve shodě s ní nebo provozoval dopravu jejím prostřednictvím nebo vozidly v jejím vlastnictví.
Jediným kritériem řízení je cena dopravního výkonu na 1 km.
Výsledek tohoto řízení nebyl nikdy zveřejněn a v září kraj začal uzavírat smlouvy na základě původního květnového koncesního řízení.

## Zrušené jednání zastupitelstva 6. září 2006
28. srpna 2006 hejtman Jiří Šulc na setkání radních se starosty a starostkami obcí s rozšířenou působností oznámil, že 6. září 2006 bude zastupitelstvo projednávat plán zajištění dopravní obslužnosti na následujících 5 let. Zároveň oznámil zřízení bezplatné krizové telefonní linky pro autobusovou dopravu. Jiří Šulc se médiím svěřil s tím, že chce do června 2007 vyhlásit koncesní řízení na dobu pěti let a že bude chtít dopravu rozdělit mezi více firem, maximálně pět.
Na 6. září 2006 byla svolána schůze zastupitelstva, na jejímž programu bylo řešení situace v autobusové dopravě. Na schůzi se dostavili též bývalý primátor města Ústí nad Labem a nový ministr pro místní rozvoj Petr Gandalovič a nový ministr dopravy Aleš Řebíček. Hejtman Jiří Šulc však zasedání zrušil a vyzval zastupitele, aby opustili jednací sál, slovy: „Nemůžeme zde několik hodin vysedávat a dělat kompars při vystoupeních některých šibalů, kteří zde chtějí sehrát pro veřejnost účelová divadýlka. Kdo má zájem na skutečném a rychlém řešení situace, vzhledem k blížící se stávce, opustí tento sál,“ Pro ČTK řekl: „Zastupitelé ČSSD nám před jednáním řekli, že materiál o dopravní obslužnosti nepodpoří. Zbytečně bychom osm až deset hodin bezvýsledně jednali. Místo takového kašpárkového divadla využijeme tento čas raději k zajišťování náhradní dopravy.“ Dne 6. září 2006 vyhlásil svolání 15. zasedání zastupitelstva kraje na 20. září 2006. 15. zasedání na 6. září 2006 původně svolal dne 23. srpna 2006.
Zejména zastupitelé za ČSSD a KSČM jej za to kritizovali. Klub KSČM přišel na jednání s vlastním návrhem na řešení krize, který nemohl být projednán, a poté prohlásil: „Odsuzujeme arogantní jednání hejtmana kraje Jiřího Šulce, který bez důvodu a v rozporu s Jednacím řádem ani nezahájil řádně svolané zastupitelstvo kraje, byť byla evidentně přítomna nadpoloviční většina členů zastupitelstva.“

## Pokus o stávku 6.–7. září 2006 a náhradní „příležitostná doprava“
Hejtman Jiří Šulc vyjadřoval obavu, zda DP ÚK zahájí dopravu na takzvaných školních spojích, které o prázdninách nejsou v provozu a tedy se na ně nemohlo vztahovat vrchnostenské nařízení. DP ÚK všechny tyto spoje řádně vypravil, avšak kraj na některé spoje vypravil i náhradní vozy jiných dopravců. Podle sdělení ředitele DP ÚK Pavla Knechta byli v některých obcích cestující „doslova naháněni“ do těchto náhradních autobusů a „rodiče byli veřejnými činiteli a obecním rozhlasem nabádáni, aby jejich děti nenastupovaly do autobusů DPÚK“. Náhradní dopravci nesplňovali zákonné podmínky pro provozování linkové dopravy a proto byly jejich vozy označeny jako „příležitostná doprava“.
Podnikový výbor Odborového svazu dopravy při DP Ústeckého kraje a. s. 4. září 2006 odpoledne oznámil výstražnou stávku od 6. září 2006. Důvodem stávky mělo být, že bývalým řidičům DPÚK, kteří přešli do ČSAD Česká Lípa a. s., hrozila výpověď, protože kraj s ČSAD Česká Lípa neuzavřel smlouvy na celé období rámcových smluv, ale pouze do konce roku 2006.
Náměstek hejtmana a předseda pracovní skupiny pro otázky dopravní obslužnosti Petr Fiala i zástupci opozičních stran v zastupitelstvu vyzvali 5. září 2006 oba dopravce, aby zaměstnance přesvědčili, že jednají předčasně, když stávku zahajují před jednáním zastupitelstva, které má situaci řešit (toto zasedání zastupitelstva nakonec hejtman zrušil a o půl měsíce odložil).
Po jednáních s představiteli kraje odboráři 5. září ve 22.40 h začátek stávky o den odložili, aby ji mohli odvolat, pokud by zastupitelstvo na ohlášeném zasedání 6. září souhlasilo s objednáním dopravy až do 2. června 2007. 6. září 2006 odbory oznámily dvoudenní stávku řidičů na dny 7. a 8. září 2006. 6. září po osmé hodině večer stávku odvolaly s odůvodněním mluvčího odborů Josefa Provazníka, že vedení ČSAD Česká Lípa je ujistilo, že do 31. května 2007 propouštět nebude. Kraj však objednal náhradní příležitostnou dopravu, takže dne 7. září na mnoha spojích jezdily za sebou dva autobusy, jeden DP Ústeckého kraje za běžné jízdné a druhý náhradního dopravce, který přepravoval cestující bezplatně. Mezi náhradními dopravci byla například firma Zdar ze Žďáru nad Sázavou a firma ČSAD Slaný a. s. Předseda odborové organizace Luboš Pomajbík podle Novinek.cz 7. září prohlásil: „Výpověď smlouvy s ČSAD je projev bezcharakternosti a přezíravosti ústeckého hejtmana Jiřího Šulce. Ještě před několika dny říkal, že smlouvy jsou závazné pro obě strany. Nyní porušuje zákony tím, že provozuje zdarma příležitostnou dopravu a snaží se zlikvidovat konkurenci.“

## Výpověď pro ČSAD Česká Lípa a smlouvy s náhradními dopravci
6. září 2006 k večeru Rada Ústeckého kraje vypověděla dopravci ČSAD Česká Lípa a. s. smlouvy s odůvodněním, že dopravce neplnil povinnosti vyplývající z rámcových smluv, například nespolupracoval v licenčním řízení, nepředložil dosud ke schválení návrh jízdních řádů pro provoz od 9. září 2006, poskytoval kraji nepravdivé a zkreslené informace, nedoložil, jak má zajištěno užívání autobusových nádraží a označníků zastávek, začátkem srpna znemožnil bezodkladné zahájení dopravy, zpochybňuje závaznost smluv uzavřených 2. června 2006.
7. září 2006 hejtman Jiří Šulc Rádiu Impuls sdělil, že podepsal smlouvy na zajišťování pravidelné dopravy od 9. září 2006 v 9 oblastech (75 % rozlohy kraje) z 15 s náhradními dopravci, kteří měli nahradit ČSAD Česká Lípa a. s., jíž byla smlouva vypovězena. 8. září 2006 v 10.00 h se uskutečnila ve autobuse firmy ČSAD Slaný a. s. přistaveném před budovu krajského úřadu tisková konference, kterou uspořádal kraj spolu s ředitelem této dopravní firmy Karlem Vodičkou. Na tiskové konferenci oznámil vedoucí odboru dopravy krajského úřadu Jindřich Franěk, že pro devět z patnácti oblastí jsou smlouvy s platností do 2. června 2007 uzavřené, u dalších čtyř je blízko dohodě, pro dvě oblasti se zatím dopravce nenašel. Smlouvy byly uzavírány s uchazeči, kteří se umístili na dalších místech v květnovém koncesním řízení. Srpnové koncesní výběrové řízení probíhalo pouze pro šest oblastí a jeho výsledek nebyl zveřejněn.
- ČSAD Karlovy Vary a. s. - okolí Podbořan, Žatecko, Chomutovsko
- Dopravní podnik měst Mostu a Litvínova, a. s. – okolí Mostu a Litvínova
- Autobusy KAVKA a. s. – západní část Lounska
- ČSAD Semily, a. s. – okolí Štětí a Šluknova (8. září 2006 zatím v jednání)
- ČSAD Slaný, a. s. ze skupiny ICOM transport – východní část Lounska, dolní Poohří. Ředitel Karel Vodička oznámil, že je schopen převzít až 500 zaměstnanců, též z ČSAD Česká Lípa a. s.
- Dopravní podnik města Děčína, a. s. – okolí České Kamenice
- ZDAR, a. s. (Žďár nad Sázavou) – okolí Ústí nad Labem a východní část Českého středohoří
- dopravce nenalezen: Teplicko a západní část Českého středohoří. Doprava má být zatím zajišťována formou bezplatné příležitostné dopravy.

## Politické souvislosti a reakce vlády

### Politické projevy Dopravního podniku Ústeckého kraje a. s.
V autobusech firmy Dopravní podnik Ústeckého kraje a. s. byly před volbami do Poslanecké sněmovny v roce 2006 vyvěšeny volební plakáty ČSSD „ODS minus“ zaměřené proti ODS. Naproti tomu hejtman Ústeckého kraje Jiří Šulc byl zvolen za ODS. Tomuto rozložení odpovídaly i postoje předsedy vlády Jiřího Paroubka (ČSSD) k této krizi.

### Postup vlády Jiřího Paroubka
Dopravní podnik Ústeckého kraje a. s. zaslal 24. srpna 2006 premiérovi v demisi Jiřímu Paroubkovi otevřený dopis, v němž si stěžuje na to, že Ústecký kraj zneužívá svých vrchnostenských oprávnění. DPÚK požádal o prošetření postupu Ústeckého kraje ministerstvy a zvláštními policejními útvary, nikoliv regionálními orgány státní moci.
30. srpna 2006 přijala vláda Jiřího Paroubka usnesení č. 1027 k situaci při zajišťování základní dopravní obslužnosti Ústeckého kraje. Usnesení ukládá ministrům dopravy, vnitra, spravedlnosti a financí přezkoumat postup orgánů Ústeckého kraje, sledovat stav prověřování trestních oznámení v této věci, vyloučit podjaté osoby z rozhodování a do konce září 2006 provést analýzu způsobu řešení základní dopravní obslužnosti ve všech krajích. Hejtmanovi Ústeckého kraje vláda svým usnesením doporučila zdržet se jednání, které by bylo v rozporu se zásadami nestrannosti a objektivity.
Ústecký kraj premiérovi vytkl, že porušil jednací řád vlády tím, že věc neprojednal s Ústeckým krajem a že usnesení opomíjí porušování zákona dopravcem DPÚK. Hejtman označil usnesení vlády za nehorázné.

### Postup vlády Mirka Topolánka
Nová vláda Mirka Topolánka ihned po svém nástupu na svém jednání 6. září 2006 ráno usnesení předchozí vlády zrušila. Označila jej za protiústavní, protože může ovlivnit činnost orgánů činných v trestním řízení a nepřijatelné zasahuje do rozhodování samosprávy. Kontrola provedená Ministerstvem dopravy na krajském úřadě Ústeckého kraje neshledala žádné nedostatky. Předseda vlády Mirek Topolánek vyslovil záměr využít k zajištění náhradní dopravy i armádu. Opozice a Českomoravská konfederace odborových svazů označily takový způsob využití armády za protiprávní.
Nový ministr dopravy Aleš Řebíček dostal na jednání vlády 6. září za úkol předložit návrh Zákona o veřejné dopravě, tento záměr vyjádřil již 5. září 2006 pro Český rozhlas. Ministr vyslovil názor, že s dopravci by měly být uzavírány dlouhodobé smlouvy, v případě autobusových dopravců minimálně na osm let, a kraje by měly mít možnost rozhodovat o filosofii obnovy vozového parku.

### Spor o ochranu osobnosti hejtmana Šulce
Hejtman Jiří Šulc podal proti DPÚK žalobu na ochranu osobnosti, v níž žádal omluvu a náhradu 150 000 Kč. Městský soud v Praze žalobu 14. ledna 2008 zamítl jako neopodstatněnou. Vrchní soud v Praze v prosinci 2008 rozsudek městského soudu potvrdil.

## Usnesení zastupitelstva z 20. září 2006
20. září 2006 dopoledne se konala odložená 15. schůze Zastupitelstva Ústeckého kraje. Zastupitelstvo schválilo rozsah základní dopravní obslužnosti kraje pro roky 2007–2014. Maximální dopravní výkon v rámci ZDO byl pro celé osmileté období stanoven na 17 476 400 km/rok. Ústecký kraj se rozhodl financovat i takzvanou ostatní dopravní obslužnost, kterou dosud dotovaly obce. Přílohou usnesení je seznam linek zahrnutých do systému. Bylo rozhodnuto změnit systém dopravy zejména v okolí Teplic, kde příměstské linky mají být začleněny do systému teplické městské hromadné dopravy. Autobusové linky dotované krajem tak mají mít méně zbytečných souběhů s MHD a s železniční dopravou.
Koncesní řízení pro výběr dopravců na celé osmileté období mají být vypsána ještě v roce 2006. Území kraje bylo pro tento účel rozděleno do 24 oblastí:
1. Bílinsko
2. České středohoří – východ
3. České středohoří – západ
4. Děčínsko – východ
5. Děčínsko – západ
6. Dolní Poohří
7. Chomutovsko
8. Jirkovsko
9. Kadaň – Žatec
10. Krušné hory – Chomutovsko
11. Litvínovsko
12. Lounsko – jih
13. Lounsko – výhod
14. Lounsko – západ
15. Mostecká pánev
16. Podbořansko
17. Podbořany – Žatec
18. Šluknovsko
19. Štětsko
20. Ústecko – sever
21. Vejprty – Kadaň
22. Příměstská doprava Most – Litvínov
23. Příměstská doprava Teplice
24. Příměstská doprava Ústí nad Labem

## Blokáda centra města před jednání zastupitelstva
Před začátkem zasedání, mezi 9 a 10 hodinami, 50 autobusů typu Ekobus Dopravního podniku Ústeckého kraje a. s. objíždělo blok budov s krajským úřadem a zablokovalo tak tuto část města. Ředitel městské policie Pavel Bakule pro média prohlásil, že řidiči autobusů se tím dopustili několika přestupků spočívajících v porušení zákazu vjezdu.
DPÚK na svém webu prohlásil, že propagačním nasazením padesátí ekologických autobusů se připojil k Evropskému týdnu mobility. (V rámci této akce se například v Praze konal den otevřených dveří v dílnách pražského dopravního podniku nebo mimořádné nasazení moderních vlaků na městskou železniční linku a její jednodenní prodloužení.)

## Podzimní výběrová řízení 2006
13. října 2006 Ústecký kraj (na základě rozhodnutí Rady Ústeckého kraje ze dne 11. října 2006) vypsal 14 separátních koncesních řízení pro zajištění dopravní obslužnosti Ústeckého kraje autobusovou dopravou v režimu závazku veřejné služby pro roky 2007–2014. Zadávací dokumentace byla vydávána od 18. října do 28. listopadu 2006.
Dopravní podnik Ústeckého kraje a. s. ani ČSAD Česká Lípa a. s. se výběrového řízení nezúčastnily, protože jej považovaly za nezákonné a diskriminační. Zadávací podmínky vylučovaly z výběrového řízení všechny dopravce, kteří způsobili závažné narušení dopravy nebo jsou s takovým dopravcem majetkově, personálně nebo využitím technických prostředků spjaty.
Dopravní podnik Ústeckého kraje 28. listopadu 2006 zaslal Krajskému úřadu Ústeckého kraje (a zároveň zveřejnil) výzvu, aby úřad v přenesené působnosti zrušil „koncesní“ řízení, které vyhlásil Ústecký kraj v samostatné působnosti, pro zmatečnost (nebyla ukončena soudní a další řízení ohledně sporu, závazky veřejných služeb jsou vyňaty z působnosti koncesního zákona a nelze je upravovat obchodními smlouvami, ale jen veřejnoprávními, krajský úřad je vázán tím, že dopravci v minulosti povolil účelově vázané investice) a pro diskriminační povahu řízení. Zároveň dopravce zaslal úřadu odhad prokazatelné ztráty při zajišťování základní dopravní obslužnosti na rok 2007.
Petr Moravec, generální ředitel Veolia Transport Česká republika, pro týdeník EURO napsal, že podmínky koncesního řízení vyhlášeného Ústeckým krajem jsou podivné a nesplnitelné, protože kraj požaduje vysoký standard, ale odmítá za něj platit. Podle Moravcovy kalkulace uvedené v článku cena dopravního výkonu, která kromě vlastních provozních nákladů musí obsahovat přiměřený zisk na tvorbu investičních zdrojů nutných k obnově vozového parku, bude při respektování požadavků Ústeckého kraje vyšší než 40 Kč/km, zatímco kraj si vymínil právo zrušit koncesní řízení, pokud žádná nabídka nebude rovna nebo nižší 33 korunám za kilometr. Nepoctivý uchazeč se tedy v nabídce zaváže nepřekročit 33 Kč a pak bude na Ústeckém kraji požadovat doplatek nebo změnu smlouvy, nezodpovědný uchazeč bude generovat ztrátu a povede svůj podnik do konkurzu.
Výběrové řízení bylo Radou Ústeckého kraje vyhodnoceno 1. prosince 2006 a téhož dne byly vyhlášeny výsledky

pro 13 ze 14 oblastí. Oblast „Příměstská doprava Ústí nad Labem“ měla být radou projednána po doplnění podkladů dne 6. prosince. Dopravní podnik Ústeckého kraje a. s. podal do výběrových řízení obálky nadepsané „nabídka“, v nichž však komise po otevření nalezla pouze protest proti výběrovému řízení.
Rozdělení oblastí do výběrových řízení a pořadí uchazečů podle vyhodnocení:
1. Bílinsko – 1. Dopravní podnik měst Mostu a Litvínova a. s., 2. Dopravní podnik měst Chomutova a Jirkova a. s., 3. ČSAD Slaný a. s., vyřazena nabídka NORDTRANS s. r. o. pro neúplnost
2. České středohoří – západ – 1. Dopravní podnik měst Chomutova a Jirkova a. s., 2. ČSAD Slaný a. s., 3. ZDAR a. s.
3. Děčínsko – východ – 1. Dopravní podnik města Děčín a. s., 2. ČSAD Slaný a. s.
4. Děčínsko – západ – 1. Dopravní podnik města Děčín a. s.
5. Chomutovsko – 1. Dopravní podnik měst Chomutova a Jirkova a. s., 2. Dopravní podnik měst Mostu a Litvínova a. s.
6. Jirkovsko – 1. Dopravní podnik měst Chomutova a Jirkova a. s.
7. Krušné hory – Chomutovsko – 1. Dopravní podnik měst Chomutova a Jirkova a. s., 2. Autobusy Karlovy Vary a. s.
8. Lounsko – jih a Lounsko – východ – 1. Dopravní podnik měst Mostu a Litvínova a. s., 2. ČSAD Slaný a. s., 3. Autobusy Kavka a. s., 4. ČSAD Střední Čechy spol. s r. o.
9. Podbořansko a Podbořany – Žatec – 1. Autobusová doprava s.r.o. Podbořany, 2. Dopravní podnik měst Chomutova a Jirkova a. s., 3. Autobusy Karlovy Vary a. s.
10. Šluknovsko – 1. Quick Bus a. s., 2. ČSAD Semily a. s., 3. ČSAD Slaný a. s. Podle výsledků výběrového řízení měla být smlouva uzavřena s firmou Quick Bus a. s. 16. prosince 2006 však Liberecký deník citoval sdělení generálního ředitele ČSAD Semily a. s.[8], že smlouva (týkající se 14 linek) bude uzavřena s jeho firmou (která se umístila na druhém místě).
11. Štětsko – 1. ČSAD Slaný a. s., 2. ČSAD Střední Čechy s. r. o., vyřazena nabídka ECOM spol. s. r. o. kvůli chybějícímu čestnému prohlášení
12. příměstská doprava oblasti Most – Litvínov – 1. Dopravní podnik měst Mostu a Litvínova a. s.
13. příměstská doprava Teplice – 1. Dopravní podnik Teplice s. r. o. (dnes Veolia Transport Teplice), 2. Dopravní podnik měst Mostu a Litvínova a. s.
14. příměstská doprava Ústí nad Labem – má být projednána dodatečně 6. prosince 2006

## Výběrová řízení 2007
15. února 2007 oznámil Ústecký kraj, že bude na základě rozhodnutí zastupitelstva vyhlášeno výběrové řízení na zajištění autobusové dopravy do roku 2014 v 9 oblastech kraje. Zadávací podmínky se vydávají od 5. března do 6. dubna 2007. Součástí zadání je dodržení poměru počtu nízkopodlažních vozidel vůči ostatním autobusům ve vozovém parku, dodržování kritérií čistoty vozů, emisní limity motorů odpovídající Evropským normám nebo dodržení standardu kvality provozu a služeb, jako je operativní nasazování náhradních vozidel, dispečerské řízení provozu nebo zajištění informační kanceláře pro cestující a poskytování informací telefonicky a pomocí elektronické pošty.
1. České středohoří-východ
2. Dolní Poohří
3. Kadaň-Žatec
4. Litvínovsko
5. Lounsko-západ
6. Mostecká pánev
7. Ústecko-sever
8. Vejprty-Kadaň
9. příměstská doprava Ústí nad Labem

Poslední ze smluv uzavřel Ústecký kraj po 25. říjnu 2007, a to s dopravcem Dopravní podnik města Ústí nad Labem na příměstskou dopravu v okolí Ústí nad Labem.

## Podíly dopravců v roce 2008
Rozdělení dopravy v závazku veřejné služby mezi dopravce v roce 2008 (podle smluv platných do roku 2014):
- ČSAD Semily a. s. (později transformovaná na Busline a. s.) – 15 % (Šluknovsko, České Středohoří-východ) + Severočeská dopravní a. s. (fúze k 30. 8. 2008) – 3 % (Ústecko-sever). Od prosince 2011 získala BusLine a. s. ještě Lounsko-západ (4 %), celkový podíl pak tedy činil cca 22 %
- Dopravní podnik měst Mostu a Litvínova a. s. – 17 % (příměstská doprava Most a Litvínov, Bílinsko, Lounsko-jih, Lounsko-východ, Mostecká pánev)
- Dopravní podnik měst Chomutova a Jirkova a. s. – 14 % (Jirkovsko, Krušné hory-Chomutovsko, Chomutovsko, České středohoří-západ, Kadaň-Žatec)
- Veolia Transport Teplice s. r. o. – 13 % (příměstská doprava Teplice)
- ČSAD Slaný a. s. – 13 % (Štětsko, Dolní Poohří)
- Dopravní podnik města Děčína a. s. – 7 % (Děčínsko-východ, Děčínsko-západ)
- Autobusová doprava s. r. o. Podbořany – 5 % (Podbořansko, Podbořany-Žatec)
- BusMat plus s. r. o. – 4 % (Lounsko-západ). 18. prosince 2009 dostal tento dopravce okamžitou výpověď. Od 20. prosince 2009 jeho výkony v oblasti Lounsko-západ dočasně převzaly Dopravní podnik měst Chomutova a Jirkova a. s. (linky 717, 718, 739 a 741) a ČSAD Semily a. s., v prosinci 2010 transformovaná na BusLine a. s. (linky 713, 715, 716, 734 a 738). Od 10. prosince 2011 pro tuto oblast získala desetiletou smlouvu BusLine a. s.
- Dopravní podnik města Ústí nad Labem a. s. – 3 % (příměstská doprava Ústí nad Labem)
- Autobusy KAVKA a. s. – 3 % (Litvínovsko)
- Autobusy Karlovy Vary a. s. – 3 % (Vejprty-Kadaň)

## Sankce vůči dopravcům
Rada Ústeckého kraje 3. července 2007 udělila pokuty za porušení smluv o závazku veřejné služby v linkové autobusové dopravě za období od ledna 2007: Dopravní podnik měst Mostu a Litvínova 955 000 Kč, Dopravní podnik měst Chomutova a Jirkova 135 000 Kč, Severočeská dopravní 50 000 Kč a BusMat plus 5000 Kč. Pokuty byly převážně za používání nevyhovujících, zastaralých autobusů a za nesprávné nebo neúplné vykazování použití autobusů.
6. prosince 2007 Ústecký kraj oznámil novinářům, že udělil autobusovým dopravcům 9 pokut za nedodržování smluv o zajišťování dopravy v regionu, především za používání nevyhovujících autobusů, a to v celkové výši 510 000 Kč. Nejvyšší pokutu, 470 000 Kč, dostal Dopravní podnik měst Chomutova a Jirkova za to, že od srpna používal na Kadaňsku a Žatecku nevyhovující autobus, přičemž za každý den jeho použití činí pokuta 5000 Kč. Dopravní podnik měst Mostu a Litvínova dostal pokutu 20 000 Kč, Autobusová doprava Podbořany 10 000 Kč, společnost Autobusy Kavka 10 000 Kč. Severočeská dopravní a. s. dostala poslední varování před možným vypovězením smlouvy a lhůtu 20 dnů na nápravu.
Ústecký kraj 10. prosince 2009 rozhodl, že společnosti BusMat plus s. r. o. kvůli významnému porušování smluvních povinností smlouvu vypoví s tříměsíční výpovědní lhůtou. Protože však v následujících zjistil při kontrole další závažné nedostatky (nasazení nenahlášeného a nevyhovujícího vozidla a vynechání zastávky v autobusovém nádraží Louny, odstavení školního spoje uprostřed výkonu bez zajištění náhradní dopravy), 18. prosince 2009 Ústecký kraj dal společnosti BusMat plus s. r. o. okamžitou výpověď. Od 20. prosince 2009 jeho výkony v oblasti Lounsko-západ převzaly Dopravní podnik měst Chomutova a Jirkova a. s. (linky 717, 718, 739 a 741) a ČSAD Semily a. s. (linky 713, 715, 716, 734 a 738). Smlouva s náhradními dopravce platila do 10. prosince 2011, do té doby mělo proběhnout řádné výběrové řízení. V něm pak uspěla BusLine a. s. a získala desetiletou smlouvu do roku 2021 podle nového vzoru. Současně byl na 10 linkách oblasti Lounsko-západ pilotně zaveden zónově-relační tarif Ústeckého kraje.

## Šetření Evropské komise
V roce 2004 podal Dopravní podnik Ústeckého kraje a. s. Evropské komisi stížnost, kterou později ještě doplňoval.

Evropská komise vyjádřila názor, že kraj měl pro výběr nových dopravců vypsat veřejnou soutěž, nikoliv koncesní řízení. Provozováním na základě koncese by totiž dopravce na sebe bral hospodářská rizika, zatímco v tomto případě platby kraje ze zákona eliminují hospodářské riziko. Evropská komise požádala tzv. ospravedlnitelným názorem (odůvodněným stanoviskem) komise Českou republiku 26. června 2008 o vysvětlení ve lhůtě dvou měsíců, pak se může obrátit na Evropský soudní dvůr.
Evropská komise rovněž na základě zmíněné stížnosti prošetřuje Českou republiku pro zakázanou finanční podporu zejména Dopravního podniku Teplice s. r. o. a Dopravního podniku města Ústí nad Labem a. s., ze strany měst a Ústeckého kraje. Komise má podezření, že pro meziměstskou dopravu byly zneužity dotace, které jsou účelově vázány na provozování městské dopravy.
Ve stížnosti byla EK upozorněna též na hrubý nesoulad českého zákona č. 111/1994 Sb., o silniční dopravě, se závazným a přímo uplatnitelným nařízením rady EHS 1191/69, protože Česká republika nesplnila povinnost do 1. května 2004 svůj právní řád s tímto nařízením harmonizovat. Český zákon v § 19 směšuje závazky veřejné služby se smlouvami na veřejné služby.

## Zavedení zónově-relačního tarifu a výběrová řízení 2013–2014
Na 10 linkách oblasti Lounsko-západ, pro kterou z důvodu výpovědi předchozímu dopravci byl nový dopravce vybrán na desetileté období od 10. prosince 2011, byl pilotně zaveden zónově-relační tarif Ústeckého kraje. S celoplošným zavedením krajského integrovaného zónově relačního přestupního tarifu v autobusech se počítá pro nové desetileté smlouvy na období od 1. ledna 2015. Čipové karty vydává na požádání za 95 Kč i řidič. Existují též anonymní přenosné čipové karty, na něž lze rovněž zakoupit i časové jízdenky včetně zlevněných, žáci a studenti v takovém případě musí nárok na slevu prokazovat při každé cestě dalším dokladem. Sedmidenní časová jízdenka existuje i v papírové variantě, tedy bez čipové karty.
Po krajských volbách v roce 2012, v nichž zvítězila KSČM, se kandidátem na krajského radního odpovědného za dopravu stal Jaroslav Komínek z KSČM. Údajně v listopadu 2012 řekl, že osobně vidí velmi špatně to, že dopravní obslužnost zajišťuje tolik dopravců na tak malém prostoru, a chce v souvislosti s vypršením dosavadních smluv a vyhlášením nových výběrových řízení snížit počet dopravců v kraji a tím i náklady. Uvažoval také o zavedení jednotného odbavovacího systému a tarifní integraci v rámci kraje.
Začátkem února 2013 Ústecký kraj oznámil orientační informace o chystaných výběrových řízení v souvislosti s tím, že koncem roku 2014 končí ve 21 oblastech platnost osmiletých smluv. Nově je oblast rozdělena na 14 oblastí regionální dopravy a 1 oblast příměstské dopravy. Další dvě oblasti příměstské dopravy a výkony na linkách meziregionální dopravy jsou domlouvány navíc mimo tento rámec. Smlouvy mají být desetileté a soutěže jsou rozděleny do 4 etap.
- Lounsko-západ (vymezení oblasti zůstalo), první desetiletá smlouva podle nového vzoru byla uzavřena na období od 11. prosince 2011 (Busline a. s.)
- I. etapa, vyhlášena v únoru 2013,[24] vyhodnocení nabídek – 27. květen 2013.[22] V první etapě bylo podáno celkem 22 nabídek. Výsledek chce kraj veřejně vyhlásit až po uplynutí lhůt k podávání a řešení námitek a po podepsání smlouvy.[25] Vítěze soutěží a podepsání smluv oznámil kraj tiskovou zprávou z 29. srpna 2013. Informace o dalších účastnících soutěží nebyly zveřejněny.[26] Podle informace z poloviny listopadu 2013 byly všechny soutěže neúspěšnými soutěžiteli napadeny u Úřadu pro hospodářskou soutěž, ten všechna správní řízení již zastavil, avšak tato rozhodnutí k 17. 11. 2013 zatím nenabyla právní moci.[27]
  - Šluknovsko (vymezení zůstává, roční výkon cca 1 744 459 km, předpokládaná hodnota veřejné zakázky na 10 let je 558 226 880 Kč). Zúčastnilo se 8 dopravců (TRANSCENTRUM bus s.r.o., ČSAD Slaný, a.s., ČSAD autobusy Plzeň a.s., Dopravní podnik měst Chomutova a Jirkova a.s., Dopravní podnik města Děčína, a.s., BusLine a.s., BDS-BUS a.s., Autobusy Karlovy Vary, a.s.), nabídnutá základní cena dopravního výkonu se pohybovala v rozmezí 26,99 Kč – 35,90 Kč.[28] Vítězem se stala společnost Autobusy Karlovy Vary a.s. s nabídkou ceny 26,99 Kč/km,[26] což představuje snížení ceny zakázky o 87 milionů Kč.[27]
  - Dolní Poohří (vymezení zůstává, roční výkon cca 2 108 679 km, předpokládaná hodnota veřejné zakázky na 10 let je 674 777 280 Kč). Vítězem se stala společnost ČSAD Slaný a.s. s nabídkou ceny 27,49 Kč/km,[26] cena zakázky se tak snížila o 97 milionů Kč na 578 milionů Kč.[27]
  - Chomutovsko (dosavadní oblast Chomutovsko a část dosavadní oblasti Jirkovsko, roční výkon cca 865 422 km, předpokládaná hodnota veřejné zakázky na 10 let byla 276 941 440 Kč). Vítězem se stala společnost Autobusy Karlovy Vary a.s. s nabídkou ceny 26,99 Kč/km,[26] cena zakázky se tak snížila o 43 milionů na 234 milionů Kč.[27]
- II. etapa, k vyhlášení měla být připravena v dubnu 2013,[29] pro oblasti Děčínsko a Podbořansko byla řízení vyhlášena v květnu 2013, pro Mosteckou pánev v červnu 2013, vyhodnocení nabídek – srpen 2013.[22] Vyhodnocení zadávacího řízení oblastí Děčínsko a Podbořansko se podle usnesení z listopadu 2013 odkládá na 28. února 2014 z důvodu přezkumu podnětu ze strany BusLine u Úřadu pro ochranu hospodářské soutěže.[30] Komise hodnotila 7 nabídek.[27]
  - Děčínsko (sloučeny dosavadní oblasti Děčínsko-východ a Děčínsko-západ, roční výkon 1 350 000 km, tj. předpokládaná hodnota veřejné zakázky na 10 let je 459 mil. Kč). 18. září 2013 byla vítězem vyhlášena BDS-BUS s.r.o. se základní cenou 26,49 Kč/km.[31] Busline údajně napadl zakázku u ÚOHS,[32] 23. dubna 2014 však svou námitku Busline stáhla a BDS-BUS prý zakázku dostala. Podle vrcholných představitelů Ústeckého kraje spolu s BDS-BUS jednali vždy představitelé Busline, jako by šlo o propojené firmy.[33] Později však byla krajem jako vítěz uvedena BusLine a.s.[34] Řízení u ÚOHS, zahájené na podnět BusLine z 1. listopadu 2013, bylo zastaveno, protože BusLine a.s. vzala dne 23. dubna 2014 svůj návrh zpět.[35]
  - Podbořansko (zahrnuje dosavadní oblasti Podbořansko a Podbořany-Žatec, roční výkon 900 000 km, tj. předpokládaná hodnota veřejné zakázky na 10 let je 286 mil. Kč). 21. srpna 2013 byla za vítěze vybrána Autobusová doprava s.r.o. Podbořany se základní cenou 24,28 Kč/km.[36] Kvůli řízení u Úřadu pro hospodářskou soutěž nemohl kraj s Autobusovou dopravou Podbořany uzavřít vysoutěženou smlouvu. Kraj proto na dobu 2 let uzavřel pro tuto oblast smlouvu se společností BusLine a. s.[37]
  - Mostecká pánev (vymezení víceméně zůstává, roční výkon 800 000 km, tj. předpokládaná hodnota veřejné zakázky na 10 let je 256 mil. Kč, později upřesněna na 284 milionu Kč.[27]) Vítězem se v polovině listopadu 2013 stala společnost Autobusy Karlovy Vary a.s. s nabídkou ceny 25,89 Kč/km.[38] Smlouva má být uzavřena do 31. března 2014.[39] Komise hodnotila 7 nabídek.[27]
- III. etapa, k vyhlášení připravena v červenci 2013.
  - Ústecko (dosavadní oblast Ústecko-sever a části dosavadních oblastí České středohoří-východ a Příměstská doprava Teplice). Vypsáno v polovině listopadu 2013.[38] Hodnota zakázky byla odhadnuta na 710 milionů Kč,[27] orientační poptávaný výkon 2 221 818 km/rok[40] Dne 7. března 2014 uzavřel kraj smlouvu s dopravcem BusLine a.s.[40]
  - Vejprtsko (dosavadní oblast Vejprty-Kadaň a část dosavadní oblasti Krušné hory-Chomutovsko). Hodnota zakázky byla vyčíslena na 304 milionů Kč,[27] orientační poptávaný výkon 1 074 083 km/rok[40] Výběrové řízení vyhrála společnost BusLine a.s.;[41] smlouva byla podepsána 13. ledna 2014.[40]
  - Litvínov-Bílina (většina dosavadní oblasti Litvínovsko a části oblastí Bílinsko a Příměstská doprava Teplice). Vypsáno v polovině listopadu 2013; vyhlášený rozsah je 1 422 408 kilometrů za rok a hodnota zakázky byla odhadnuta na 455 milionů korun.[27][38][40] Dne 18. března 2014 uzavřel kraj smlouvu s dopravcem ČSAD Slaný a.s.[40]
  - Lovosice-Louny (dosavadní oblasti Lounsko-jih a Lounsko-východ a České středohoří-západ). Hodnota zakázky byla vyčíslena na 448 milionů Kč,[27] orientační poptávaný výkon 1 756 592 km/rok[40] Dne 23. dubna 2014 byl jako vítěz vybrán dopravce BusLine a.s. se základní cenou 24,41 Kč/km.[42]
- IV. etapa, k vyhlášení připravena v prosinci 2013.
  - Litoměřicko (dosavadní oblast Štětsko a část dosavadní oblasti České středohoří-východ), orientační poptávaný výkon 1 116 738 km/rok[40] Dne 7. května 2014 byla jako vítězná vybrána BDS-BUS s.r.o. se základní cenou 24,86 Kč/km.[43][44]
  - Teplicko (části dosavadních oblastí Příměstská doprava Teplice a Bílinsko), orientační poptávaný výkon 1 112 362 km/rok[40] Dne 7. května 2014 byla jako vítězná vybrána ARRIVA Teplice se základní cenou 25,16 Kč/km.[43][44]
  - Příměstská doprava Teplice (oproti dosavadnímu stavu oblast zmenšena), orientační poptávaný výkon 1 510 079 km/rok[40] Dne 7. května 2014 byla jako vítězná vybrána ARRIVA Teplice se základní cenou 30,99 Kč/km.[43][44]
  - Kadaň-Žatec (vymezení rozšířeno o část dosavadní oblasti Chomutovsko), orientační poptávaný výkon 1 486 956 km/rok[40] Dne 7. května 2014 byla jako vítězná vybrána Autobusy Karlovy Vary se základní cenou 23,69 Kč/km.[43][44]

Přehled zakázek pro období 2015–2024 podle dopravců:
- Autobusy Karlovy Vary a.s.: Šluknovsko, Chomutovsko, Mostecká pánev, Kadaň-Žatec
- ČSAD Slaný a.s.: Dolní Poohří, Litvínov-Bílina
- BusLine a.s.: Lounsko-západ (2011–2021), Ústecko, Vejprtsko, Lovosice-Louny, Děčínsko (podle novější informace). Na roky 2015-2016 uzavřena smlouva pro oblast Podbořansko.
- Arriva Teplice s.r.o.: Teplicko, Příměstská doprava Teplice
- BDS-BUS s.r.o. (Bítešská dopravní společnost): Děčínsko (původně zvítězila ve výběrovém řízení), Litoměřicko
- Autobusová doprava s.r.o. Podbořany: Podbořansko (kvůli řízení u ÚOHS smlouva neuzavřena, na dva roky uzavřena smlouva s BusLine a.s.)

Mimo soutěže:
- Příměstská doprava Ústí nad Labem
- Příměstská doprava Most a Litvínov

Krajské protikorupční pracoviště o. p. s. ve svém stanovisku k výběrovému řízení v sousedním Libereckém kraji tvrdí, že BDS-BUS prokazatelně spolupracuje se stávajícím dodavatelem BusLine a. s.
Všechny soutěže mají požadovat zcela nová vozidla (s datem výroby do několika měsíců před zahájením provozu). Minimální kapacita vozidel je pro jednotlivé oblasti stanovena diferenciovaně. Musí mít minimálně dvoje dveře s tím, že šířka dveří pro nástup s kočárkem nebo vozíkem pro invalidy je alespoň 1200 mm. Všechny autobusy musí být nízkopodlažní nebo Low Entry s prvními i druhými dveřmi bez schodů, musí mít najížděcí plošinu pro invalidní vozík nebo kočárek a funkci naklápění (kneeling). Stanoveny jsou požadavky na výšku sedadel a polstrování, nad sedadly zavazadlový prostor s pevným dnem. Vyžadována je klimatizace. Autobusy musí mít tři vnější elektronické informační panely zobrazující číslo linky, cílovou stanici a průběžný směr jízdy a uvnitř vozidla LCD panel informující o následujících zastávkách a akustický hlásič. Všechna vozidla budou vybavena sledováním GPS. Bude zaveden jednotný nátěr se zeleným pokladem a propagací krajské dopravy.
Vozidla mají být vybavena elektronickým odbavovacím systémem kompatibilním v rámci kraje. V rámci nového systému je navrženo 18 informačních míst pro kontakt s veřejností.
2. května 2014 kraj zveřejnil název a logo nového systému. Název Doprava Ústeckého kraje vzešel z ankety. Logo je tvořeno čtyřmi šipkami různých barev (zelená, žlutá, červená a modrá) směřujícími ze středu do čtyř stran. Dosavadní webovou adresu doprava.kr-ustecky.cz nahradí doména www.dopravauk.cz.
27. června 2014 se na pozvání krajského radního Jaroslava Komínka konala první společná pracovní schůzka se zástupci dopravců, kteří mají zajišťovat dopravu od roku 2015. Podle tiskové zprávy kraje byla při diskusi byla potvrzena aktivní příprava dopravců na zahájení provozu a odpovědný přístup k řešení všech souvisejících povinností. Dne 19. srpna 2014 krajský radní pro dopravu uvedl, že uzavřeny jsou už smlouvy pro všechny oblasti kromě jedné a všichni dopravci hlásí, že budou v prosinci připraveni.
Autobusy pro tyto zakázky si dopravci objednali celkem u čtyř výrobců: Iveco, SOR, Solaris a Mercedes-Benz. Zástupci kraje v průběhu října a listopadu 2014 výrobce navštívili, aby ověřili plnění kvalitativních požadavků i včasnost dodávek.
Arriva Teplice kvůli snížení plateb od objednatele z 40,59 Kč/km na 25,15 Kč/km plánovala propustit asi 45 zaměstnanců a snížit mzdy řadových pracovníků asi o 10 %, současně mají být zkráceny některé benefity a placení nucených prostojů. Týdeník 5plus2 citoval řidiče Pavla Kittla, podle nějž je většina kolegů rozhodnuta si najít jinou práci.
Město Děčín, jehož dopravní podnik přišel ve výběrovém řízení o oblast Děčínsko, v září 2014 dalo zamítavé stanovisko k tomu, aby regionální linky dopravce BusLine zastavovaly po městě, protože by prý došlo k poklesu tržeb MAD a tím k navýšení prokazatelné ztráty hrazené městem dopravci MAD. Nesouhlasilo mimo jiné se zastavováním regionálních autobusů u hlavního nádraží, ač dosud tam všechny staví. Na konec září 2014 je domluveno jednání mezi městem a krajem o zavedení integrovaného dopravního systému. Krajský radní pro dopravu vyjádřil víru, že uvedený článek byl pouze informační šum, a podivil se nad tím, že dopravce BusLine a.s. ještě nezahájil jednání se správcem zastávek na území města, byť paradoxně již několik let takový smluvní vztah existuje, a pozastavil se nad tím, že celé širší vedení děčínské radnice se dosud nevyjádřilo k návrhům možnostmí integrace děčínské MHD, které obdrželo 20. ledna 2014.

## Dopravce roku
Ústecký kraj pořádá od roku 2008 každoročně soutěžní anketu Dopravce roku xxxx Ústeckého kraje, v níž cestující hodnotí kvalitu služeb jednotlivých dopravců v závazku veřejné služby v objednávce kraje (v roce 2012 to bylo 10 autobusových a 2 železniční dopravci) v kategoriích spolehlivost, pohodlí a čistota dopravních prostředků, jednání dopravní obsluhy a celkové hodnocení. První ročník nesl název Autobusový dopravce roku 2008, od roku 2009 byli zahrnuti i železniční dopravci. Do roku 2011 přidělovali cestující vybraným dopravcům známky, od roku 2012 mohou v každé kategorii vybrat nejvýše tři dopravce, které hodnotí nejlépe. Mimoto dopravní odborníci a zástupci kraje udělují Cenu poroty.
V roce 2008 se v celkovém hodnocení na prvním místě umístila ČSAD Semily, a.s. a na druhém místě Autobusová doprava s.r.o. Podbořany. V kategorii Spolehlivost zvítězila Autobusová doprava s.r.o. Podbořany a.s., v kategorii Jednání dopravní obsluhy ČSAD Slaný a.s., v kategorii Pohodlí a čistota dopravních prostředků ČSAD Semily a.s. V kategorii Cena poroty obsadila první místo ČSAD Semily, a.s., druhé místo Dopravní podnik města Děčína, a.s. a třetí místo Autobusová doprava s.r.o. Podbořany. Cenu poroty získala ČSAD Semily a.s.
V roce 2009 v hlavní kategorii zvítězila společnost Autobusy Karlovy Vary a.s., jako druhá se umístila ČSAD Semily a.s. a jako třetí Autobusová doprava s.r.o. Podbořany V kategorii Spolehlivost zvítězila Autobusová doprava s.r.o. Podbořany a.s., v kategorii Jednání dopravní obsluhy ČSAD Slaný a.s., v kategorii Pohodlí a čistota dopravních prostředků ČSAD Semily a.s. V kategorii Cena poroty obsadila první místo ČSAD Semily, a.s., druhé místo Dopravní podnik města Děčína, a.s. a třetí místo Dopravní podnik měst Chomutova a Jirkova a.s.
V roce 2010 hlasovalo přes 2500 cestujících a zařazeno bylo 10 autobusových a jeden železniční dopravce. V hlavní kategorii se jako první umístila společnost Autobusy Karlovy Vary a.s., jako druhá ČSAD Slaný a.s. a jako třetí Dopravní podnik měst Chomutova a Jirkova a.s. V kategorii Spolehlivost zvítězil Dopravní podnik měst Chomutova a Jirkova a.s., v kategorii Jednání dopravní obsluhy ČSAD Semily a.s., v kategorii Pohodlí a čistota dopravních prostředků Autobusy Karlovy Vary a.s. V kategorii Cena poroty obsadil první místo Dopravní podnik města Děčína, a.s., druhé místo ČSAD Semily a.s. a třetí místo Veolia Transport Teplice s.r.o.
V roce 2011 hlasovalo přes 3300 cestujících, první místo obsadil Dopravní podnik měst Chomutova a Jirkova a.s., druhé místo Dopravní podnik měst Mostu a Litvínova, a.s. a třetí místo Veolia Transport Teplice s.r.o. V kategorii Spolehlivost zvítězil Dopravní podnik města Ústí nad Labem a.s., v kategorii Jednání dopravní obsluhy Vogtlandbahn GmbH a v kategorii Pohodlí a čistota dopravních prostředků BusLine a.s. V kategorii Cena poroty získala první cenu BusLine a.s., druhou cenu Dopravní podnik měst Mostu a Litvínova a.s. a třetí cenu Dopravní podnik města Děčína, a.s.
V roce 2012 hlasovalo přes 3000 cestujících. V hlavní kategorii se na prvním místě umístil Dopravní podnik měst Chomutova a Jirkova a.s., na druhém místě Dopravní podnik měst Mostu a Litvínova, a.s. a na třetím místě BusLine a.s. V kategorii Spolehlivost zvítězil Dopravní podnik měst Chomutova a Jirkova a.s., v kategorii Jednání dopravní obsluhy BusLine a.s. a v kategorii Pohodlí a čistota dopravních prostředků Vogtlandbahn GmbH. V kategorii Cena poroty získala první cenu BusLine a.s., druhou cenu České dráhy a.s. a třetí cenu Dopravní podnik měst Mostu a Litvínova, a.s.